# Bernd Saurer
Bernd Saurer (* 26. Juni 1974) ist ein österreichischer Politiker der Freiheitlichen Partei Österreichs (FPÖ). Von März 2019 bis November 2020 war er vom Wiener Landtag entsandtes Mitglied des Österreichischen Bundesrates. Seit dem 10. Juni 2025 ist er Wiener Landtagsabgeordneter und Gemeinderat.

## Leben
Bernd Saurer besuchte in Wien das Gymnasium. Nach der Matura begann er ein Studium der Rechtswissenschaften, das er 1998 als Magister abschloss. Anschließend war er unter anderem juristischer Mitarbeiter in einer Anwaltskanzlei.
Saurer ist zweifacher Juniorenweltmeister und mehrfacher österreichischer Staatsmeister im Bridge sowie Ehren- und Disziplinarrat im Österreichischen Bridgesportverband. Bei der World University Team Championship 2000 in Maastricht belegte das österreichische Bridge-Team mit Saurer, Andreas Gloyer, Arno Lindermann und Martin Schifko den ersten Platz. Im März 2001 wurden sie dafür mit dem Sportpreis der Stadt Wien ausgezeichnet.

## Politik
Bernd Saurer ist seit 1993 Mitglied der FPÖ, bis 2012 war er im Vorstand im Ring Freiheitlicher Jugend (RFJ) Wien. 1996 wurde als Bezirksrat Mitglied der Bezirksvertretung in Wien-Alsergrund, 2011 wurde er Klubjurist der Wiener FPÖ-Fraktion.
Nachdem Maximilian Krauss von Bürgermeister Michael Häupl als Vizepräsident im Stadtschulrat für Wien abgelehnt worden war, wurde Saurer für dieses Amt nominiert. Im Dezember 2015 wurde er auf Vorschlag der Wiener FPÖ zum stellvertretenden Stadtschulratspräsidenten für Wien bestellt.
Ende März 2019 wurde er vom Wiener Landtag in den österreichischen Bundesrat entsandt. Er folgte damit Georg Schuster nach, der in den Landtag wechselte. Von der FPÖ wurde er für die Nationalratswahl 2019 in die Bundeswahlbehörde entsandt. Nach der Landtags- und Gemeinderatswahl in Wien 2020 schied er mit 23. November 2020 aus dem Bundesrat aus.
Nach der Landtags- und Gemeinderatswahl in Wien 2025 wurde er in der konstituierenden Sitzung der 22. Wahlperiode am 10. Juni 2025 als Abgeordneter zum Wiener Landtag und Gemeinderat angelobt.